# Apalatoa senegalensis
Apalatoa senegalensis là một loài thực vật có hoa trong họ Đậu. Loài này được (Planchon ex Benth.) Taub. mô tả khoa học đầu tiên năm 1891.